# Tallium-karbonát
A tallium-karbonát egy kémiai vegyület, képlete (Tl2CO3). Lehet használni gyémántgyártásnál és a szén-diszulfid kémiai analízisénél. Mint a többi talliumvegyület, rendkívül mérgező. Az egereknél a halálos dózis 21 mg/kg. 2007 óta szerepel az USA rendkívül veszélyes anyagok listáján.

## Biztonság
A tallium-karbonát nem érintkezhet a következő anyagokkal: savak, alumínium, magnézium-hidrid, foszfor-pentoxid.

## Előállítása
Tallium(I)-hidroxid forró, telített, vizes oldatát reagáltatják szén-dioxiddal.

## Fordítás
Ez a szócikk részben vagy egészben  a   Thallium(I) carbonate című angol Wikipédia-szócikk ezen változatának fordításán alapul.  Az eredeti cikk szerkesztőit annak laptörténete sorolja fel. Ez a jelzés csupán a megfogalmazás eredetét és a szerzői jogokat jelzi, nem szolgál a cikkben szereplő információk forrásmegjelöléseként.